# 广坪镇 (宁强县)
广坪镇，是中华人民共和国陕西省汉中市宁强县下辖的一个乡镇级行政单位。

## 行政区划
广坪镇下辖以下地区：
广坪镇社区、曹家沟村、水观音村、茅咀村、大茅坪村、后坝河村、金山寺村、骆家咀村、王家河村和广坪河村。